# 本行寺 (荒川区)
本行寺（ほんぎょうじ）は、東京都荒川区西日暮里にある日蓮宗の寺院。山号は長久山。本尊は一塔両尊四菩薩。旧本山は平河山法恩寺。潮師法縁。

## 由緒
大永6年（1526年）太田道灌の孫太田資高の開基、日玄の開山により創建されたという。その後、寺地を転々とし宝永6年（1709年）日忠のとき今の場所へ移った。江戸時代には月見の名所であった。

## 文化財
- 東京都旧跡
  - 市河寛斎・米庵父子墓
  - 永井尚志墓

## 所在地
所在地
- 東京都荒川区西日暮里三丁目1番3号

交通
- 鉄道
  - 日暮里駅（東日本旅客鉄道（JR東日本）・京成電鉄・東京都交通局）より徒歩1分（経路案内）

本行寺の前を通る坂道は御殿坂、別名を乞食坂という。